# Joosia
Joosia é um género botânico pertencente à família Rubiaceae.